# Victoria Roma
«Victoria Roma» es la cuarta canción del EP Las piedras del cantante chileno Gepe. La canción salió como segundo sencillo en el 2009. Existe otra versión del tema en álbum Audiovisión. Es una de sus pocas canciones de Daniel que describe un momento íntimo junto con 'Ayelén' que nació inspirada después del nacimiento de su hija, ya que a él no le gusta plasmar su vida privada en sus canciones. Gepe en una entrevista que dio a Rata.cl en 2010 dijo que: «es una canción de amor, súper de verdad».

## Personal
- Gepe: Voz y teclado.
- Valeria Jara: Voz.

## Video musical
El video fue realizado por Christopher Murray & Ignacio Rojas y es una recopilación de las conversaciones que tuvieron vía cámara web, Gepe (desde el invierno 2009 en Nueva York) y su pareja Valeria Jara (desde el verano 2009 en Santiago), finalizando con la imagen de Valeria desde Nueva York.
Lugares
- Nueva York
- Puente de Brooklyn
- Times Square
- Santiago

Este video ganó el premio al mejor videoclip chileno del año en el Festival del Videoclip Claro 2009.